# Chaenusa limoniadum
Chaenusa limoniadum är en stekelart som först beskrevs av Marshall 1896.  Chaenusa limoniadum ingår i släktet Chaenusa och familjen bracksteklar. Inga underarter finns listade i Catalogue of Life.